# Wicimice

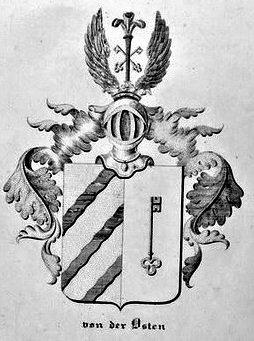
Herb rodziny von Osten budowniczych pałacu

Wicimice (niem. Witzmitz) – wieś sołecka w północno-zachodniej Polsce położona w województwie zachodniopomorskim, w powiecie gryfickim, w gminie Płoty. Wieś leży przy drodze krajowej nr 6. W miejscowości znajduje się agencja pocztowa oraz szkoła podstawowa (zamknięta w czerwcu 2011 roku).

## Zabytki
- zabytkowy barokowo-klasycystyczny kościół parafialny pw. św. Józefa Robotnika z przełomu XV/XVI, przebudowany 1738, wieża z 1862. Wystrój XVIII w. W niszy kruchty południowej maleńka figura Maryi[5]
  - cmentarz kościelny
  - murowane ogrodzenie z przełomu XV/XVI wieku[6].
- zabytkowe ruiny piętrowego pałacu[7], wybudowanego w stylu neorenesansowym. w latach 70. XIX w. Od frontu ryzalit zwieńczony frontonem, w którym znajduje się herb rodziny von Osten budowniczych pałacu[8]
  - zabytkowy park dworski[9]

W 1874 roku Witzmitz było wsią parafialną z dwoma dobrami rycerskimi — lennem Witzmitz A (wzmiankowanym w 1729) oraz Witzmitz B (wzmiankowanym w 1742). W jednym z nich znajdowały się folwarki Gramhausen i Neidhof oraz kolonia Ostenheide.
Całość obejmowała 53 budynki mieszkalne, w których mieszkało 97 rodzin, łącznie 582 mieszkańców. Posiadano 81 koni, 194 sztuki bydła oraz 2901 owiec.
W 1895 roku gmina Witzmitz w powiecie Regenwalde Prowincji Pomorze, wraz z dobrami Witzmitz A i Witzmitz B (z koloniami), obejmowała 69 domów, w których mieszkało 650 osób — 649 protestantów i 1 katolik — w 113 gospodarstwach domowych.
W 1905 roku było 73 domy, zamieszkane przez 659 osób: 654 protestantów, 1 katolika i 4 Żydów, tworzących 124 gospodarstwa domowe.
W 1925 roku gmina obejmowała, oprócz Gramhausen i Ostenheide, również kolonię Neu Witzmitz oraz folwark Helenenau. Mieszkały w niej 673 osoby w 135 gospodarstwach domowych, zlokalizowanych w 72 domach. Wśród mieszkańców było 603 protestantów i 20 katolików.
W 1933 roku w Witzmitz mieszkało 578 osób, a w 1939 — 557.
W latach 1945–1954 miejscowość była siedzibą gminy Wicimice. W latach 1975–1998 administracyjnie należała do województwa szczecińskiego.
W 2002 roku wieś (wraz z przysiółkiem Wicimiczki) liczyła 42 budynki, w tym 39 mieszkalnych. Znajdowało się w nich łącznie 115 mieszkań, z czego 110 było zamieszkanych na stałe. Spośród tych 110 mieszkań:
- 16 wybudowano przed 1918 rokiem,
- 57 w latach 1918–1944,

- 2 w latach 1945–1970,
- 9 w latach 1971–1978,
- 25 w latach 1989–2002 (łącznie z będącymi w budowie)[2].

Z 419 mieszkańców:
- 150 osób znajdowało się w wieku przedprodukcyjnym,
- 169 w wieku produkcyjnym mobilnym,
- 53 w wieku produkcyjnym niemobilnym,
- 47 w wieku poprodukcyjnym.

Spośród 320 osób w wieku 13 lat i więcej:
- 10 miało wykształcenie wyższe,
- 37 — wykształcenie średnie,
- 85 — zasadnicze zawodowe,
- 164 — wykształcenie podstawowe ukończone,
- 24 — podstawowe nieukończone lub brak wykształcenia.

## Ludność[2]
W 2011 roku w miejscowości żyło 395 osób, z nich 206 mężczyzn i 189 kobiet; 94 było w wieku przedprodukcyjnym, 171 — w wieku produkcyjnym mobilnym, 99 — w wieku produkcyjnym niemobilnym, 31 — w wieku poprodukcyjnym.

## Osoby urodzone lub związane z Wicimicami
- August von der Osten (1855-1895) — urodzony w Wicimicach, pruski starosta (landrat) i właściciel majątku ziemskiego.